# Gmina Krynice
Die Gmina Krynice ist eine Landgemeinde im Powiat Tomaszowski der Woiwodschaft Lublin in Polen. Ihr Sitz ist das gleichnamige Dorf.

## Gliederung
Zur Landgemeinde Krynice gehören folgende Ortschaften:
Antoniówka
Budy
Dąbrowa
Dzierążnia
Huta Dzierążyńska
Kolonia Partyzantów
Krynice
Majdan Krynicki
Majdan-Sielec
Polanówka
Polany
Romanówka
Zaboreczno
Zadnoga
Zwiartów
Zwiartów-Kolonia